# 세정맥
세정맥(細靜脈, 영어: venule), 또는 소정맥은 모세혈관의 혈액이 더 큰 정맥으로 배출되도록 하는 미세순환의 매우 작은 혈관이다. 세정맥의 직경은 7μm에서 1mm 정도이다. 정맥은 총 혈액량의 약 70%를 포함하고 있고 그 중 25%가 세정맥에 들어가 있다. 많은 세정맥이 합쳐져 정맥을 형성한다.

## 구조
세정맥 벽에는 세 개의 층이 있다. 각각의 층은 막으로 작용하는 편평 내피세포로 구성된 혈관내피, 근육과 탄력 조직으로 구성된 중간 층, 섬유성 결합 조직으로 이루어진 바깥 층이다. 세정맥의 중간층은 잘 발달되어 있지 않아 세정맥이 세동맥보다 벽이 더 얇다. 구멍이 많아 체액과 혈액 세포가 혈류에서 벽을 통해 쉽게 바깥으로 이동할 수 있다.
신경과 뇌하수체전엽 사이의 짧은 문맥 세정맥은 혈액을 통해 빠르게 호르몬 교환이 일어날 수 있는 통로 역할을 한다.
일반 세정맥과 달리, 고내피세정맥은 내피가 단순입방 세포로 구성된 특별한 유형의 세정맥이다. 림프구는 감염이 감지되면 혈류를 빠져나와 이러한 특수한 세정맥을 통해 림프절로 들어간다. 세동맥과 비교하여 세정맥은 직경이 더 크지만, 근육이 훨씬 약하게 싸고 있다.

## 같이 보기
- 세동맥
- 미세순환

## 참고 문헌
1. ↑  Woods, Susan (2010). 《Cardiac Nursing》. New York: Lippincotts. 955쪽. ISBN 9780781792806.
2. ↑  Gross, PM; Joneja, MG; Pang, JJ; Polischuk, TM; Shaver, SW; Wainman, DS (1993). “Topography of short portal vessels in the rat pituitary gland: A scanning electron-microscopic and morphometric study of corrosion cast replicas”. 《Cell and Tissue Research》 272 (1): 79–88. doi:10.1007/bf00323573. PMID 8481959.